# Kullbackova nerovnost
Kullbackova nerovnost je v teorii informace a statistice spodní mez Kullbackovy–Leiblerovy divergence vyjádřená pomocí poměrové funkce teorie velkých odchylek. Pokud P a Q jsou rozdělení pravděpodobnosti na reálné ose taková, že P je absolutně spojitá funkce vzhledem ke Q (píšeme P<<Q) a jejich první momenty existují, pak
{\displaystyle D_{KL}(P\|Q)\geq \Psi _{Q}^{*}(\mu '_{1}(P)),}
kde {\displaystyle \Psi _{Q}^{*}} je poměrová funkce, tj. konvexní transformace kumulantové vytvořující funkce rozdělení {\displaystyle Q}, a {\displaystyle \mu '_{1}(P)} je první moment rozdělení {\displaystyle P.}
Důsledkem Kullbackovy nerovnosti je Cramérova–Raova mez.

## Důkaz
Nechť P a Q jsou rozdělení pravděpodobnosti (míry) na reálné ose, jejichž první momenty existují, a P<<Q.
Uvažujme přirozenou rodinu exponenciálních rozdělení rozdělení Q danou vztahem
{\displaystyle Q_{\theta }(A)={\frac {\int _{A}e^{\theta x}Q(dx)}{\int _{-\infty }^{\infty }e^{\theta x}Q(dx)}}={\frac {1}{M_{Q}(\theta )}}\int _{A}e^{\theta x}Q(dx)}
pro každou měřitelnou množinu A, kde {\displaystyle M_{Q}} je momentová vytvořující funkce rozdělení Q. Přitom Q0=Q. Pak
{\displaystyle D_{KL}(P\|Q)=D_{KL}(P\|Q_{\theta })+\int _{\mathrm {supp} P}\left(\log {\frac {\mathrm {d} Q_{\theta }}{\mathrm {d} Q}}\right)\mathrm {d} P.}
Gibbsova nerovnost říká, že {\displaystyle D_{KL}(P\|Q_{\theta })\geq 0}, z čehož plyne
{\displaystyle D_{KL}(P\|Q)\geq \int _{\mathrm {supp} P}\left(\log {\frac {\mathrm {d} Q_{\theta }}{\mathrm {d} Q}}\right)\mathrm {d} P=\int _{\mathrm {supp} P}\left(\log {\frac {e^{\theta x}}{M_{Q}(\theta )}}\right)P(dx)}
Zjednodušením pravé strany dostáváme pro každé reálné θ, pro něž {\displaystyle M_{Q}(\theta )<\infty :}
{\displaystyle D_{KL}(P\|Q)\geq \mu '_{1}(P)\theta -\Psi _{Q}(\theta ),}
kde {\displaystyle \mu '_{1}(P)} je první moment neboli střední hodnota rozdělení P, a {\displaystyle \Psi _{Q}=\log M_{Q}} se nazývá kumulantová vytvořující funkce. Použitím suprema uzavřeme proces konvexní transformace a dostaneme vzorec pro poměrovou funkci:
{\displaystyle D_{KL}(P\|Q)\geq \sup _{\theta }\left\{\mu '_{1}(P)\theta -\Psi _{Q}(\theta )\right\}=\Psi _{Q}^{*}(\mu '_{1}(P)).}

## Důsledek: Cramérova–Raova mez

### Použití Kullbackovy nerovnosti
Nechť Xθ je rodina rozdělení pravděpodobnosti na reálné ose indexované reálným parametrem θ vyhovující určitým podmínkám regularity. Pak
{\displaystyle \lim _{h\rightarrow 0}{\frac {D_{KL}(X_{\theta +h}\|X_{\theta })}{h^{2}}}\geq \lim _{h\rightarrow 0}{\frac {\Psi _{\theta }^{*}(\mu _{\theta +h})}{h^{2}}},}
kde {\displaystyle \Psi _{\theta }^{*}} je konvexní transformace kumulantové vytvořující funkce rozdělení {\displaystyle X_{\theta }} a {\displaystyle \mu _{\theta +h}} je prvním momentem {\displaystyle X_{\theta +h}.}

### Levá strana
Postupnými úpravami levé strany dostáváme:
{\displaystyle {\begin{aligned}\lim _{h\to 0}{\frac {D_{KL}(X_{\theta +h}\|X_{\theta })}{h^{2}}}&=\lim _{h\to 0}{\frac {1}{h^{2}}}\int _{-\infty }^{\infty }\log \left({\frac {\mathrm {d} X_{\theta +h}}{\mathrm {d} X_{\theta }}}\right)\mathrm {d} X_{\theta +h}\\&=\lim _{h\to 0}{\frac {1}{h^{2}}}\int _{-\infty }^{\infty }\log \left(1-\left(1-{\frac {\mathrm {d} X_{\theta +h}}{\mathrm {d} X_{\theta }}}\right)\right)\mathrm {d} X_{\theta +h}{\text{... funkci }}\log(1-t){\text{ vyjádříme Taylorovým rozvojem }}\\&=\lim _{h\to 0}{\frac {1}{h^{2}}}\int _{-\infty }^{\infty }\left[\left(1-{\frac {\mathrm {d} X_{\theta }}{\mathrm {d} X_{\theta +h}}}\right)+{\frac {1}{2}}\left(1-{\frac {\mathrm {d} X_{\theta }}{\mathrm {d} X_{\theta +h}}}\right)^{2}+o\left(\left(1-{\frac {\mathrm {d} X_{\theta }}{\mathrm {d} X_{\theta +h}}}\right)^{2}\right)\right]\mathrm {d} X_{\theta +h}\\&=\lim _{h\to 0}{\frac {1}{h^{2}}}\int _{-\infty }^{\infty }\left[{\frac {1}{2}}\left(1-{\frac {\mathrm {d} X_{\theta }}{\mathrm {d} X_{\theta +h}}}\right)^{2}\right]\mathrm {d} X_{\theta +h}\\&=\lim _{h\to 0}{\frac {1}{h^{2}}}\int _{-\infty }^{\infty }\left[{\frac {1}{2}}\left({\frac {\mathrm {d} X_{\theta +h}-\mathrm {d} X_{\theta }}{\mathrm {d} X_{\theta +h}}}\right)^{2}\right]\mathrm {d} X_{\theta +h}\\&={\frac {1}{2}}{\mathcal {I}}_{X}(\theta )\end{aligned}}}
což je polovina Fisherovy informace parametru θ.

### Pravá strana
Pravou stranu nerovnosti lze upravit takto:
{\displaystyle \lim _{h\rightarrow 0}{\frac {\Psi _{\theta }^{*}(\mu _{\theta +h})}{h^{2}}}=\lim _{h\rightarrow 0}{\frac {1}{h^{2}}}{\sup _{t}\{\mu _{\theta +h}t-\Psi _{\theta }(t)\}}.}
Tohoto suprema je dosaženo pro t=τ, kde první derivace kumulantové vytvořující funkce je {\displaystyle \Psi '_{\theta }(\tau )=\mu _{\theta +h},} přičemž {\displaystyle \Psi '_{\theta }(0)=\mu _{\theta },}, takže
{\displaystyle \Psi ''_{\theta }(0)={\frac {d\mu _{\theta }}{d\theta }}\lim _{h\rightarrow 0}{\frac {h}{\tau }}.}
Navíc
{\displaystyle \lim _{h\rightarrow 0}{\frac {\Psi _{\theta }^{*}(\mu _{\theta +h})}{h^{2}}}={\frac {1}{2\Psi ''_{\theta }(0)}}\left({\frac {d\mu _{\theta }}{d\theta }}\right)^{2}={\frac {1}{2\mathrm {Var} (X_{\theta })}}\left({\frac {d\mu _{\theta }}{d\theta }}\right)^{2}.}

### Dosazení do původní nerovnosti
Máme:
{\displaystyle {\frac {1}{2}}{\mathcal {I}}_{X}(\theta )\geq {\frac {1}{2\mathrm {Var} (X_{\theta })}}\left({\frac {d\mu _{\theta }}{d\theta }}\right)^{2},}
což lze upravit na
{\displaystyle \mathrm {Var} (X_{\theta })\geq {\frac {(d\mu _{\theta }/d\theta )^{2}}{{\mathcal {I}}_{X}(\theta )}}.}